# Шемяк
Шемя́к (рос. Шемяк, башк. Шемәк) — село у складі Уфимського району Башкортостану, Росія. Входить до складу Шемяцької сільської ради.
Населення — 428 осіб (2010; 351 у 2002).
Національний склад:
- росіяни — 66 %